# Tyrannochthonius oligochaetus
Tyrannochthonius oligochaetus är en spindeldjursart som beskrevs av Selvin Dashdamirov 2005. Tyrannochthonius oligochaetus ingår i släktet Tyrannochthonius och familjen käkklokrypare. Inga underarter finns listade i Catalogue of Life.